# Тауфкирхен (Минхен)
Тауфкирхен (њем. Taufkirchen) општина је у њемачкој савезној држави Баварска. Једно је од 29 општинских средишта округа Минхен. Према процјени из 2010. у општини је живјело 17.605 становника. Посједује регионалну шифру (AGS) 9184145.

## Географски и демографски подаци
Тауфкирхен се налази у савезној држави Баварска у округу Минхен. Општина се налази на надморској висини од 563 метра. Површина општине износи 22,0 km². У самом мјесту је, према процјени из 2010. године, живјело 17.605 становника. Просјечна густина становништва износи 800 становника/km².

## Међународна сарадња
| Мјесто | Држава    | Врста сарадње | Од    |
| ------ | --------- | ------------- | ----- |
|        | Француска | партнерство   | 1978. |
| Извор  |           |               |       |